# سیف فرغانی
مولانا سِیفُ‌الدّین ابوالمَحامِد محمّد فَرغانی از شعرا و مشایخ ایرانی قرن هفتم و هشتم هجری بود، وی اصلاً از فرغانه‌ی ماوراءالنهر بود که در دورهٔ سلطهٔ ایلخانان و مغولان در آسیای صغیر می‌زیست. وی در حالی که نزدیک به هشتاد سال داشت در سال ۷۴۹ هجری قمری و در یکی از خانقاه‌های آقسرا وفات یافت.

## سیف و شعر
موضوع قصیده‌های سیف فَرغانی که معرّف مهارت او در سخن پارسی است، غالباً حمد خدا و وعظ و اندرز و تحقیق و انتقاد از نابه‌سامانی‌های زمان و نیز در استقبال و جواب‌گویی به استادان مقدّم بر خود چون رودکی و خاقانی و کمال‌الدّین اسماعیل و سعدی و همام تبریزی است. خود سیف نیز اعتقاد داشت که شاعر استاد کسی است که بتواند از عهدهٔ نظیرگویی شاعران پیش از خود برآید. سیف تنها یک بار به مدح شاهان پرداخت و آن قصیده‌ای در ستایش غازان‌خان، ایلخان مغول بود که به اسلام گروید و این آیین را در قلمرو ایلخانی گسترش داد.
وی در قالب‌های قصیده، قطعه، رباعی و غزل، شعر سروده که از ۱۲ هزار بیت بیشتر است و در قصیده‌های خود ردیف‌های دشوار را برمی‌گزید و در ترکیبات و مفردات از وارد کردن آثار لهجهٔ محلّی ابا نداشت.
وی در سخن از سبک خراسانی در قرن ششم هجری متأثر بود و به همین دلیل بود که وی را به سرزمین فَرغانه و ولایت سمرقند منتسب می‌داشتند. کلام او ساده و روان است و در آن واژه‌های عربی کم به کار رفته است؛ هرچند گاه ترکیب‌های عربی را با ترکیب‌های فارسی در بعضی از شعرهای خود درهم آمیخته و گاه نیز حتی یک مصراع را تماماً عربی آورده است.

## آثار سیف فَرغانی
از وی دیوان اشعاری به جای مانده است که شامل بخش‌های زیر است:
1. رباعیات
2. غزل‌ها
3. قصاید و قطعات

تنها اثر باقی‌مانده از او دیوان وی است که خودش آن را گردآوری کرده و این اثر را در دیباچه‌اش این‌گونه معرفی کرده است:
| آن خداوندی که عالم آن اوست  |  | جسم و جان در قبضه فرمان اوست  |
| سوره حمد و ثنای او بخوان    |  | کآیت عز و علا در شان اوست     |
| گر ز دست دیگری نعمت خوری    |  | شکر او می کن که نعمت آن اوست  |
| بر زمین هر ذره خاکی که هست  |  | آب خورد فیض چون باران اوست    |
| از عطای او به ایمان شد عزیز |  | جان چون یوسف که تن زندان اوست |
| بر من و بر تو اگر رحمت کند  |  | این نه استحقاق ما احسان اوست  |
| از جهان کمتر ثنا گوی ویست   |  | سیف فرغانی که این دیوان اوست  |

## باورها
غزل‌های سیف که شاید بیشتر متمایل به آن‌هاست، عادتاً وقف بر موعظه‌ها و انتقادهای اجتماعی و بیان حقیقت‌های عرفانی‌است و به شاعران دیگر نیز سفارش می‌کنند که از مدیحه‌گویی پرهیز کنند و قناعت پیشه کنند یا طبع خود را به غزل‌گویی و ستایش معشوق یا وعظ و اندرز بگمارند.

### اجتماعی و مذهبی
بیان نقیصه‌های اجتماعی و برشمردن زشتی‌ها و پلیدی‌های طبقهٔ فاسد جامعه، در اشعار سیف دیده می‌شود. این نقدهای صریح و جدّی، خالی از هزل و مطایبه است. سیف فرغانی مسلمان و از اهل سنت بود و در فقه مذهب حنفی داشت؛ این قصیده یکی از معروف‌ترین واکنش‌های اجتماعی اوست که خطاب به سپاهیان مغول سروده شده است:
| هم مرگ بر جهان شما نیز بگذرد        |  | هم رونق زمان شما نیز بگذرد     |
| وین بوِم محنت از پی آن تا کند خراب   |  | بر دولت آشیان شما نیز بگذرد    |
| باد خزان نکبت ایّام ناگهان           |  | بر باغ و بوستان شما نیز بگذرد  |
| آب اجل که هست گلوگیر خاص و عام      |  | بر حلق و بر دهانِ شمانیز بگذرد  |
| ای تیغتان چو نیزه برای ستم دراز     |  | این تیزی سنان شما نیز بگذرد    |
| چون داد عادلان به جهان در بقا نکرد  |  | بیداد ظالمان شما نیز بگذرد     |
| در مملکت چو غُرّش شیران گذشت و رفت    |  | این عوعو سگان شما نیز بگذرد    |
| آن کس که اسب داشت غُبارش فرونشست     |  | گرد سُم خران شما نیز بگذرد      |
| بادی که در زمانه بسی شمع‌ها بکُشت     |  | هم بر چراغدان شما نیز بگذرد    |
| زین کاروان سرای بسی کاروان گذشت     |  | ناچار کاروان شما نیز بگذرد     |
| ای مُفتخر به طالعِ مسعود خویشتن!      |  | تاثیر اختران شما نیز بگذرد     |
| این نوبت از کسان به شما ناکسان رسید |  | نوبت ز ناکسان شما نیز بگذرد    |
| بیش از دو روز بود از آن دگر کسان    |  | بعداز دوروزاز آن شمانیز بگذرد  |
| بر تیر جورتان ز تحمّل سپر کنیم       |  | تا سختیِ کمان شما نیز بگذرد     |
| در باغ دولت دگران بود مدّتی          |  | این گُل، ز گُلستان شما نیز بگذرد |
| آبیست ایستاده دراین خانه مال و جاه  |  | این آب ناروان شما نیز بگذرد    |
| ای تو رمه سپُرده به چوپان گرگ طبع!   |  | این گُرگیِ شبان شما نیز بگذرد    |
| پیل فنا که شاه بقا مات حُکم اوست     |  | هم بر پیادگان شما نیز بگذرد    |
| ای دوستان! خوهم که به نیکی دُعای سیف |  | یک روز بر زبان شما نیز بگذرد   |

## رابطه با دیگر شعرا
سِیف فَرغانی نسبت به سعدی ارادت تمام داشت و او را استادِ سخن می‌نامید و با او نوشت و خواند داشته است. او در مدح سعدی قطعاتی دارد:
| نمی‌دانم که چون باشد به معدن زر فرستادن  |  | به دریا قطره آوردن به کان گوهر فرستادن   |
| چو بلبل در فراق گل از این اندیشه خاموشم |  | که بانگ زاغ چون شاید به خنیاگر فرستادن   |
| حدیث شعر من گفتن کنار طبع چون آبت       |  | به آتشگاه زرتشت است خاکستر فرستادن       |
| ضمیرت جام جمشید است و در وی نوش جان‌پرور |  | برِ او جرعه‌ای نتوان از این ساغر فرستادن   |
| تو کشورگیر آفاقی و شعر تو تو را لشکر    |  | چه خوش باشد چنین لشکر به هر کشور فرستادن |

| به جای سخن گر به تو جان فرستم   |  | چنان دان که زیره به کرمان فرستم |
| تو دلدار اهل دلی شاید ار من     |  | به دلدار صاحب دلان جان فرستم    |
| سخن از تو و جان ز من این به آید |  | که تو این فرستی و من آن فرستم   |
| اگر چه من از شرمساری نیارم      |  | که شبنم سوی آب حیوان فرستم      |
| تویی بحر معنی و من تشنهٔ تو      |  | نگویی زلالی به عطشان فرستم؟     |

همچنین سیف فرغانی در ابیات بسیاری از اشعارش مستقیماً ارادت خود به سعدی و تاثیرپذیری‌اش از او را با استفاده از نقل مصرعی از اشعار سعدی در اشعار خود نشان داده است:
سعدی مگر چو من بود، آن‌گه که این غزل گفت
«مشتاقی و صبوری از حد گذشت یارا»
یا در غزل دیگری می‌نویسد:
ای رفته از بَرِ ما، ما گفته همچو سعدی
«خوش می‌روی به تنها، تَن‌ها فدای جانت»
یا در غزل دیگری می‌نویسد:
سیف فرغانی برو تصدیق سعدی کن که گفت
«من بدین زیبایی و خوبی ندیدم روی را»
گفتنیست سیف فَرغانی چند گاهی را در تبریز گذراند و در آن‌جا با همام تبریزی آشنا شد.